# 야마모토 다이스케
야마모토 다이스케(일본어: 山本泰輔, 1976년 7월 2일 ~ )는 일본의 성우이다.